# Stephen Hughes (cầu thủ bóng đá, sinh năm 1984)
Stephen Thomas Hughes (sinh ngày 26 tháng 1 năm 1984) là một cầu thủ bóng đá người Anh đã giải nghệ thi đấu ở vị trí tiền vệ ở Football League cho Brentford. Sau khi bị  giải phóng hợp đồng năm 2004, ông xuống thi đấu ở bóng đá non-league.

## Thống kê sự nghiệp
| Câu lạc bộ              | Mùa giải            | Giải quốc nội                    | Giải quốc nội | Giải quốc nội | Cúp FA  | Cúp FA    | League Cup | League Cup | Khác    | Khác      | Tổng    | Tổng      |
| Câu lạc bộ              | Mùa giải            | Hạng đấu                         | Số trận       | Bàn thắng     | Số trận | Bàn thắng | Số trận    | Bàn thắng  | Số trận | Bàn thắng | Số trận | Bàn thắng |
| ----------------------- | ------------------- | -------------------------------- | ------------- | ------------- | ------- | --------- | ---------- | ---------- | ------- | --------- | ------- | --------- |
| Brentford               | 2002-03             | Second Division                  | 3             | 0             | 2       | 0         | 0          | 0          | 1       | 0         | 6       | 0         |
| Brentford               | 2003-04             | Second Division                  | 9             | 0             | 2       | 0         | 1          | 0          | 1       | 0         | 13      | 0         |
| Brentford               | Tổng                | Tổng                             | 12            | 0             | 4       | 0         | 1          | 0          | 2       | 0         | 19      | 0         |
| Basingstoke Town (mượn) | 2003-04             | Isthmian League Premier Division | 1             | 0             | —       | —         | —          | —          | —       | —         | 1       | 0         |
| Welling United          | 2004-05             | Conference Premier               | 11            | 5             | —       | —         | —          | —          | —       | —         | 11      | 5         |
| Farnborough Town        | 2004-05             | Conference Premier               | 21            | 3             | 1       | 0         | —          | —          | 0       | 0         | 22      | 3         |
| Maidenhead United       | 2005-06             | Conference South                 | 32            | 9             | 0       | 0         | —          | —          | 0       | 0         | 32      | 9         |
| Cambridge City          | 2005-06             | Conference South                 | 7             | 0             | —       | —         | —          | —          | —       | —         | 7       | 0         |
| Braintree Town          | 2006-07             | Conference South                 | 8             | 2             | 0       | 0         | —          | —          | 0       | 0         | 8       | 2         |
| Wealdstone              | 2007-08             | Isthmian League Premier Division | 30            | 8             | 2       | 1         | —          | —          | 11      | 5         | 43      | 14        |
| Wealdstone              | 2008-09             | Isthmian League Premier Division | 11            | 4             | 2       | 1         | —          | —          | 1       | 0         | 14      | 5         |
| Wealdstone              | Tổng                | Tổng                             | 41            | 12            | 4       | 2         | —          | —          | 12      | 5         | 0       | 0         |
| Tổng cộng sự nghiệp     | Tổng cộng sự nghiệp | Tổng cộng sự nghiệp              | 133           | 25            | 9       | 2         | 1          | 0          | 14      | 5         | 157     | 32        |

1. 1 2  Số lần ra sân ở Football League Trophy.
2. ↑  5 trận và 3 bàn ở FA Trophy, 4 trận và 2 bàn ở Isthmian League Cup, 2 trận và 1 bàn ở London Senior Cup.
3. ↑  Số trận ở FA Trophy.